# La Théorie des dominos
Pour l’article homonyme, voir Théorie des dominos.
Pour plus de détails, voir Fiche technique et Distribution.
La Théorie des dominos (The Domino Principle) est un film américano-mexicano-britannique réalisé par Stanley Kramer et sorti en 1977.
Le film suit Roy Tucker, vétéran du Viêt Nam, ancien tireur d'élite au caractère indomptable, qui purge 20 ans de réclusion pour le meurtre du premier mari de sa femme. Un jour, il reçoit dans sa prison la visite d’un inconnu qui, avec l'approbation du directeur, lui propose de recouvrer sa liberté en échange d'un « petit service »… Tucker accepte à condition que son compagnon de cellule puisse s'évader aussi. Il se retrouve ainsi plongé au cœur d’une ténébreuse conspiration orchestrée par une mystérieuse organisation qui semble toute-puissante.

## Synopsis
Roy Tucker, purgeant une peine de prison pour le meurtre du premier mari de sa femme, est approché par un homme nommé Tagge, qui travaille pour le compte d'une mystérieuse organisation. Il lui offre de l'aider à s'échapper et à démarrer une nouvelle vie, mais en échange, Tucker doit travailler pour l'organisation pendant quelques semaines. Après son évasion avec son compagnon de cellule Spiventa, que l'organisation tue immédiatement, Tucker s'envole pour Puntarenas, au Costa Rica, où il retrouve sa femme Ellie. Après quelques jours idylliques, l'organisation, Tagge, Pine et le général Reser les ramènent à Los Angeles.  Là-bas, les détails de sa mission se déroulent lentement et il finit par se rendre compte qu'on s'attend à ce qu'il assassine quelqu'un. Refusant de faire cela, l'organisation riposte en kidnappant sa femme.
Le lendemain matin, Tucker tire sur sa cible depuis un hélicoptère mais il est touché par un tir de retour et s'écrase. Tucker et Reser s'échappent mais Tucker prend Pine en otage et exige un avion et le retour de sa femme. Sur la piste d'atterrissage, Tucker dit à Tagge qu'il a délibérément tiré court et révèle qu'il avait deux autres tireurs en place, dont le compagnon de cellule supposément assassiné, Spiventa. Le groupe de Tagge manipule Tucker depuis plus d'une décennie. À bord de l'avion avec Ellie, Tucker aperçoit quelqu'un plantant une boîte à outils à l'arrière de la voiture de Tagge. Incapable d'amener le pilote à interrompre le décollage, Tucker regarde, impuissant, Tagge exploser avec sa voiture. Le couple retourne au Costa Rica où Tucker voit sa nouvelle vie démontée aussi vite qu'elle a été montée : son faux passeport détruit, son argent pris et Ellie tuée. Spiventa et Pine arrivent pour tuer Tucker, mais c'est ce dernier qui les abat dans un escalier. Ensuite, il jette leurs corps dans l'océan. Le film se termine par un Tucker résolu jurant de ne pas céder, ignorant qu'il est dans le collimateur d'un autre assassin.

## Fiche technique
- Titre : La Théorie des dominos
- Titre d’origine : The Domino Principle
- Réalisation : Stanley Kramer
- Scénario : Adam Kennedy d'après son roman, The Domino Principle (1975)
- Musique : Billy Goldenberg
- Direction de la photographie : Fred J. Koenekamp, Ernest Laszlo
- Son : David M. Ronne
- Décors : Raphael Bretton
- Costumes : Rita Riggs
- Montage : John F. Burnett
- Pays d’origine :  États-Unis |  Royaume-Uni |  Mexique
- Tournage extérieur : 
  -  États-Unis, Californie : Prison d'État de San Quentin, Los Angeles, San Francisco, Santa Monica
  -  Mexique, État de Jalisco : Puerto Vallarta
- Langue de tournage : anglais
- Producteur : Stanley Kramer
- Sociétés de production : Associated General Films, Incorporated Television Company (ITC)
- Sociétés de distribution : AVCO Embassy Pictures, Plan Film
- Format : couleur par CFI (Consolidated Film Industries) — 1.85:1 Panavision — son monophonique — 35 mm
- Genre : Film dramatique , thriller
- Durée : 97 minutes
- Date de sortie : 
  - États-Unis : 23 mars 1977

## Distribution
- Gene Hackman  (VF : Claude Joseph)  : Roy Tucker
- Candice Bergen : Ellie Tucker
- Richard Widmark  (VF : Roger Rudel)  : Tagge
- Mickey Rooney  (VF : Pierre Trabaud)  : Spiventa
- Eli Wallach  (VF : André Valmy)  : Le général Reser
- Edward Albert  (VF : Pierre Arditi)  : Pine
- Ken Swofford (VF : Jacques Deschamps) : Ditcher
- Jay Novello (VF : Roger Lumont) : Le capitaine Ruiz
- Neva Patterson (VF : Béatrice Delfe) : Helen Gaddis
- Joseph V. Perry (VF : Albert Augier) : Bowkemp
- Ted Gehring (VF : Edmond Bernard) : Schnaible
- George Fisher : Henemyer
- Bob Herron : Brookshire
- Denver Mattson : Murdock
- James W. Gavin (VF : Gérard Dessalles) : Lenny